# Miriam Cherop
Miriam Cherop (25 de junio de 1999) es una deportista de Kenia que compite en atletismo. Ganó una medalla de plata en el Campeonato Mundial de Atletismo Sub-20 de 2018, en la prueba de 1500 m.